# Internationale Luchthaven Cap-Haïtien
De Internationale Luchthaven Cap-Haïtien (Frans: Aéroport International Cap-Haïtien) is de tweede luchthaven van Haïti, gelegen bij de stad Cap-Haïtien in het noorden van het land. De belangrijkste verbindingen zijn naar Port-au-Prince, Miami, Providenciales en andere bestemmingen in de Caraïben.

## Geschiedenis
De luchthaven is gelegen in een van oorsprong moerassig gebied ten oosten van de stad Cap-Haïtien dat La Saline genoemd wordt. Het was in de 18e eeuw al een militair terrein dat onder andere werd gebruikt door de strijdmacht van Rochambeau. Toen het leger van de Verenigde Staten van 1915 tot 1934 Haïti bezette, gebruikten zij het terrein voor het eerst als vliegveld.
In de jaren '50 steeg de vraag naar vrachtvervoer, en werd het vliegveld gerenoveerd. Er werd een startbaan van 1500 meter aangelegd door het Nederlandse bedrijf Bohama. François Duvalier besloot van Cap-Haïtien de tweede internationale luchthaven van Haïti te maken. Hij sloot een contract af met Henri P. Duque uit
Cap-Haïtien om hiervoor de benodigde werkzaamheden uit te voeren. Deze zijn echter nooit voltooid.
In de jaren '70 begon het bedrijf Mc Kay Airlines uit de Verenigde Staten vluchten uit te voeren naar Miami. Deze vonden drie keer per week plaats met propellervliegtuigen van het type DC-6. Het bedrijf vatte het plan op om de startbaan te verlengen om ook met Boeing 727's te kunnen landen.
De luchthaven heeft instrumenten die het mogelijk maken om 's nachts vliegtuigen te ontvangen.

## Luchtvaartmaatschappijen en bestemmingen
Personen
- Air Turks and Caicos - Providenciales
- Caribbean Express - Fort Lauderdale
- Florida Coastal Airlines - Fort Lauderdale
- Salsa d'Haiti - Port-au-Prince
- Sunrise Airways - Port-au-Prince, Port-de-Paix
- Tortug' Air - Port-au-Prince

Vracht
- Missionary Flights and Services Inc.: Santiago, Exuma, Saint Lucia
- Contract Air Cargo: Providenciales, Miami
- IBC Airways: Miami